# Bildstein
Bildstein é um município da Áustria, situado no distrito de Bregenz, no estado de Vorarlberg. Tem 9,13 km² de área e sua população em 2019 foi estimada em 773 habitantes.